# The Twang Dynasty
The Twang Dynasty è un album dei Man (il primo in studio dopo sedici anni), pubblicato dalla Road Goes on Forever Records nel febbraio 1993 (ristampato nel 1997 dalla Point Records e dalla Eagle Records nel 1999). I brani del disco furono registrati nel 1991 e nel 1992.

## Tracce
1. A Feather on the Scales of Justice – 7:28 (Martin Ace, Micky Jones, Deke Leonard, John Weathers)
2. Mad on Her – 6:59 (Martin Ace, Micky Jones, Deke Leonard, John Weathers)
3. Jumpin' Like a Kangaroo – 4:46 (Martin Ace)
4. The Chimes at Midnight – 5:25 (Martin Ace, Micky Jones, Deke Leonard, John Weathers)
5. The Price – 5:57 (Martin Ace, Micky Jones, Deke Leonard, John Weathers, Martyn Ellis)
6. Circumstances – 4:45 (Deke Leonard, Paul Simmons)
7. Women – 4:29 (Martin Ace, Micky Jones, Deke Leonard, John Weathers)
8. The Chinese Cut – 3:54 (Martin Ace, Micky Jones, Deke Leonard, John Weathers)
9. Out of the Darkness – 5:36 (Martin Ace, Micky Jones, Deke Leonard, John Weathers)
10. Fast and Dangerous – 5:33 (Martin Ace, Micky Jones, Deke Leonard, John Weathers)
11. The Wings of Mercury – 5:24 (Martin Ace, Micky Jones, Deke Leonard, John Weathers)

## Musicisti
- Micky Jones  - chitarra, voce
- Deke Leonard  - chitarra, voce
- Martin Ace  - basso, voce
- John Weathers  - batteria, voce